# Dan Shechtman
Dan Shechtman (en hebreo: דן שכטמן‎) (Tel Aviv 1941) es un científico israelí, Profesor Philip Tobias de Ciencias de Materiales del Technion-Instituto Tecnológico Israelí, en asociación con el Laboratorio Ames del Departamento de Energía de los Estados Unidos, y profesor de ciencias de materiales de la Universidad del Estado de Iowa de Ciencia y Tecnología. En 1982 descubrió la fase icosaédrica, la cual abrió un nuevo campo para los cristales cuasiperiódicos. En octubre de 2011 fue galardonado con el Premio Nobel de Química por el descubrimiento de los cuasicristales.

## Carrera
Después de recibir su doctorado en ingeniería de materiales del Instituto Technion de Israel en 1972, donde también obtuvo su maestría en ciencias en ingeniería mecánica en 1966 y su maestría en ciencias en ingeniería de materiales en 1968, el profesor Shechtman trabajó en el Laboratorio de Investigación Aeroespacial de la Base Aérea Wright-Patterson, en Ohio, donde durante tres años se ocupó de la microestructura y las propiedades físicas y metalúrgicas de aluminuros de titanio. En 1975 se incorporó al departamento de ingeniería de materiales en el Technion. Entre 1981 a 1983 trabajó en la Universidad Johns Hopkins con aleaciones de aluminio y descubrió la fase llamada icosaédrica, que abre un nuevo campo de estudio para los cristales cuasiperiódicos.

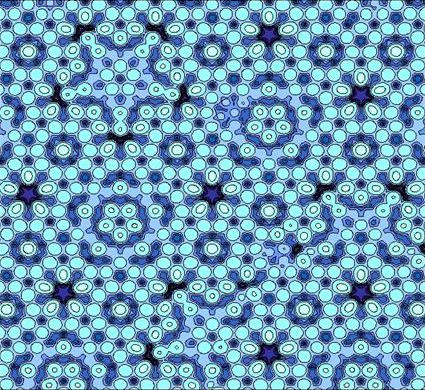
El trabajo por el cual Dan Shechtman recibió el Premio Nobel fue en el área de los cuasicristales, materiales cristalinos ordenados que carecen de estructuras repetitivas. Aquí aparece el modelo atómico de un cuasicristal de aleación plata-aluminio (Ag-Al) (Laboratorio AMES, Departamento de Energía de los Estados Unidos).

Gracias al descubrimiento de Dan Shechtman, otros grupos fueron capaces de formar cuasicristales similares, y encontraron que estos materiales tienen baja conductividad térmica y eléctrica, mientras que poseen alta estabilidad estructural. Los cuasicristales también se han encontrado de forma natural. Los materiales cuasicristalinos pueden utilizarse en gran número de aplicaciones, incluso la formación de acero durable para la instrumentación, aislamiento antiadherente para cables eléctricos, y también para equipos de cocina. Por este descubrimiento, Shechtman fue galardonado con el Premio Nobel de Química en el 2011.
En el período 1992-1994 ocupó su año sabático en el Instituto Nacional de Estándares y Tecnología (NIST), donde estudió el efecto de la estructura de defectos de la deposición química de vapor (CVD) del diamante en su crecimiento y propiedades. Las investigaciones del Prof. Shechtman en el Technion se llevan a cabo en el Louis Edelstein Center, y en el Wolfson Centre, y están encabezadas por él mismo. Se desempeñó en varios Claustros Universitarios del Technion, llegando a dirigir uno de ellos.
Shechtman se unió al equipo de científicos de la facultad del Estado de Iowa en 2004. En la actualidad ocupa alrededor de cinco meses al año en Ames en un trabajo a tiempo parcial.

## Familia
Dan Shechtman está casado con la profesora Tzipora Shechtman, jefa del Departamento de Asesoramiento y Desarrollo Humano de la Universidad de Haifa y autora de dos libros sobre psicoterapia. Tienen un hijo, Yoav Shechtman (estudiante de doctorado en física) y tres hijas: Tamar Finkelstein (ortodoncista de la Universidad de Tel Aviv), Ella Shechtman-Cory (doctorada en psicología clínica), y Ruth Dougoud-Nevo (doctorada en psicología clínica).

## Premios
- 2011 - Premio Nobel de Química
- 2008 - Premio de la Sociedad Europea de Ciencia de los Materiales
- 2002 - Premio EMET para el Arte, la Ciencia y la Cultura
- 2000 - Premio Technion Muriel & David Jacknow a la Excelencia en la Enseñanza
- 2000 - Premio Gregori Aminoff de la Real Academia de las Ciencias de Suecia
- 1999 - Premio Wolf en Física
- 1998 - Premio Israel de Física
- 1993 - Premio Weizmann en Ciencias
- 1990 - Premio Rothschild en Ingeniería
- 1988 - Premio de la New England Academic a la Tecnología
- 1988 - Premio Internacional de la American Physical Society para los nuevos materiales
- 1986 - Premio Friedenberg de Física para el Avance de la Ciencia y la Educación

## Miembro de las Academias
- 2004 - Elegido miembro de la Academia Europea de Ciencias.
- 2000 - Elegido miembro de la Academia Nacional Estadounidense de Ingeniería.
- 1996 - Elegido miembro de la Academia de Ciencias de Israel.

## Miembro Honorario de Sociedades Profesionales
- 2005 - Elegido miembro honorario del Instituto Japonés de Metales
- 2000 - Elegido miembro honorario de la Sociedad de Física de Francia
- 1999 - Elegido miembro honorario de la Asociación Cristalográfica de Israel
- 1998 - Elegido miembro honorario de la Sociedad de Microscopía de Israel
- 1998 - Elegido miembro honorario de ISIS-Symmetry (International Society for Interdisciplinary sciences)
- 1997 - Elegido miembro honorario de MRSI (Materials Research Society of India)